# Муса Джувара
Муса Джувара (англ. Musa Juwara, нар. 26 грудня 2001, Туджеренг, Гамбія) — гамбійський футболіст, півзахисник італійського клубу «Болонья» та національної збірної Гамбії. На умовах оренди грає за «Кротоне».

## Ігрова кар'єра

### Клубна
Муса Джувара народився в Гамбії але у 2016 році імігрував до Італії, коли він разом з іншими мігрантами з Африки приплив до Сицилії на гумовому човні.
В Італії Джувара почав грати у футбол. Спочатку це був молодіжний склад клубу «Віртус Авільяно». Саме там футболіста помітили агенти «К'єво» і запропонували гравцю контракт. Та Італійська федерація футболу наклала заборону на цей трансфер, тому що він порушував правила трансферів молодих футболістів з країн, що не входять до складу Європейського союзу. Але врешті Джувара переміг у цьому протистоянні і став гравцем «К'єво». І у травні 2019 року футболіст дебютував у італійській Серії А. Хоча вже влітку того року Джувара уклав угоду з іншим клубом Серії А - «Болоньєю».
Восени 2020 року Джувара на правах оренди перейшов у португальську «Боавішту». Де зіграв три гри і повернувся до Італії.
У першій половині 2021 року додав до свого активу ще 5 ігор у Серії A за «Болонью», а влітку був знову відданий в оренду, цього разу до друголігового італійського «Кротоне».

### Збірна
9 жовтня 2020 року у товариському матчі проти команди Конго Джувара зіграв свій перший матч у складі національної збірної Гамбії.

## Статистика виступів

### Статистика клубних виступів
Станом на 17 травня 2021
| Сезон               | Команда             | Чемпіонат           | Чемпіонат | Чемпіонат | Національний кубок | Національний кубок | Національний кубок | Континентальні кубки | Континентальні кубки | Континентальні кубки | Інші змагання | Інші змагання | Інші змагання | Усього | Усього | Усього |
| Сезон               | Команда             | Ліга                | Ігор      | Голів     | Ліга               | Ігор               | Голів              | Ліга                 | Ігор                 | Голів                | Ліга          | Ігор          | Голів         | Ігор   | Голів  |        |
| ------------------- | ------------------- | ------------------- | --------- | --------- | ------------------ | ------------------ | ------------------ | -------------------- | -------------------- | -------------------- | ------------- | ------------- | ------------- | ------ | ------ | ------ |
| 2018–19             | «К'єво»             | A                   | 1         | 0         | КІ                 | 0                  | 0                  |                      | -                    | -                    |               | -             | -             | 1      | 0      |        |
| 2019–20             | «Болонья»           | A                   | 7         | 1         | КІ                 | 1                  | 0                  | -                    | -                    | -                    | -             | -             | -             | 8      | 1      |        |
| 2020-січ. 2021      | «Боавішта»          | ПЛ                  | 3         | 0         | КП                 | 0                  | 0                  | -                    | -                    | -                    | -             | -             | -             | 3      | 0      |        |
| січ.-черв. 2021     | «Болонья»           | A                   | 5         | 0         | КІ                 | -                  | -                  | -                    | -                    | -                    | -             | -             | -             | 5      | 0      |        |
| Усього за «Болонью» | Усього за «Болонью» | Усього за «Болонью» | 12        | 1         |                    | 1                  | 0                  |                      | -                    | -                    |               |               |               | 13     | 1      |        |
| Усього за кар'єру   | Усього за кар'єру   | Усього за кар'єру   | 16        | 1         |                    | 1                  | 0                  |                      | -                    | -                    |               | -             | -             | 17     | 1      |        |

### Статистика виступів за збірну
Станом на 17 червня 2021
| Дата      | Місто    | Господарі | Результат | Гості            | Турнір           | Голи | Примітки |
| --------- | -------- | --------- | --------- | ---------------- | ---------------- | ---- | -------- |
| 9-10-2020 | Паршал   | Гамбія    | 1 – 0     | Республіка Конго | товариський матч | -    |          |
| 5-6-2021  | Манавгат | Гамбія    | 2 – 0     | Нігер            | товариський матч | -    | 71'      |
| 8-6-2021  | Манавгат | Гамбія    | 1 – 0     | Того             | товариський матч | -    |          |
| 11-6-2021 | Манавгат | Косово    | 1 – 0     | Гамбія           | товариський матч | -    |          |
| Усього    |          | Матчів    | 4         |                  | Голів            | 0    |          |